# Lukas Göthman
Lukas Gustaf Göthman, född 31 januari 1970, är en svensk målare, verksam i Stockholm. 

## Konstnärlig verksamhet
Lukas Göthman kanske är mest känd för sina textmålningar, där konstnären använt fragment eller enstaka ord från fraser och upprepat dessa på duk. Texterna upprepas på ett sådant sätt att ett mönster uppstår på duken, liknande en källkod från Matrix, eller ett böljande 3D-struktur.
I serien ”Journey” har Lukas Göthman arbetat med ett närliggande abstrakt uttryck av naturen, till stor del inspirerad av norra Sveriges landskap. Dessa abstrakta landskapsbilder har Göthman visat på bland andra Helsinki Contemporary. Hans arbete beskrivs ofta som sinnligt och talar till självupptäckande och existentialism.
Lukas Göthman representeras idag av Björkholmen Gallery.

## Utställningar
2012
- Journey – Björkholmen Gallery, Stockholm
- Journey – Helsinki Contemporary, Helsingfors

2010
- Above me is the ocean under me is the sun – Hedvig Eleonora kyrka, Stockholm
- Views from a journey – Gallery Kalhama & Piippo Contemporary, Helsingfors
- Views from transit – Björkholmen Gallery, Stockholm

2008	
- Sanity makes no difference – Björkholmen Gallery, Stockholm
- Westin grand – Galleri Magnus Åklundh, Malmö

2006
- Space – Buro Empty Amsterdam, Nederländerna
- New works –  Björkholmen Gallery, Stockholm

2005	
- Work and nature, work is not work – Östersunds stadsmuseum, Ahlbergshallen
- I can be very living dying – Östersnds kulturhus, Folkets hus

2004	
- Dig in too deep or moving too fast – Buro Empty Amsterdam, Nederländerna